# James Wood-Mason
Pour les articles homonymes, voir James Wood, Wood et Mason.
James Wood-Mason est un zoologiste écossais, né en décembre 1846 et mort le 6 mai 1893.
Il succède à John Anderson (1833-1900) à l’Indian Museum de Calcutta en 1877.
Il réalise d’importantes collections d’animaux marins et de lépidoptères.